# 14075 Kenwill
14075 Kenwill è un asteroide della fascia principale. Scoperto nel 1996, presenta un'orbita caratterizzata da un semiasse maggiore pari a 3,1099937 UA e da un'eccentricità di 0,1728274, inclinata di 2,15274° rispetto all'eclittica.
L'asteroide è dedicato all'astrofotografo americano Kenneth A. Williams.